# 克什米尔蝇子草
克什米尔蝇子草（学名：Silene cashmeriana）是石竹科蝇子草属的植物。分布于克什米尔地区以及中国大陆的西藏等地，生长于海拔3,400米至4,100米的地区，见于草地及灌丛中，目前尚未由人工引种栽培。

## 异名
- Silene pseudocachmeriana Bocquet et Chater